# Aloe 'Sophie'
Aloe 'Sophie' é uma espécie de liliopsida do gênero Aloe, pertencente à família Asphodelaceae.